# Petrocephalus
Petrocephalus is een geslacht van straalvinnige vissen uit de familie van tapirvissen (Mormyridae).

## Soorten
- Petrocephalus ansorgii Boulenger, 1903
- Petrocephalus arnegardi Lavoué & Sullivan, 2014
- Petrocephalus balayi Sauvage, 1883
- Petrocephalus bane (Lacepède, 1803)
- Petrocephalus binotatus Pellegrin, 1924
- Petrocephalus boboto Lavoué & Sullivan, 2014
- Petrocephalus bovei (Valenciennes, 1847)
- Petrocephalus catostoma (Günther, 1866)
- Petrocephalus christyi Boulenger, 1920
- Petrocephalus congicus David & Poll, 1937
- Petrocephalus cunganus Boulenger, 1910
- Petrocephalus degeni Boulenger, 1906
- Petrocephalus frieli Lavoué, 2012
- Petrocephalus gliroides (Vinciguerra, 1897)
- Petrocephalus grandoculis Boulenger, 1920
- Petrocephalus haullevillii Boulenger, 1912
- Petrocephalus hutereaui (Boulenger, 1913)
- Petrocephalus keatingii Boulenger, 1901
- Petrocephalus leo Lavoué, 2016
- Petrocephalus levequei Bigorne & Paugy, 1990
- Petrocephalus longianalis Kramer, Bills, Skelton & Wink, 2012
- Petrocephalus longicapitis Kramer, Bills, Skelton & Wink, 2012
- Petrocephalus magnitrunci Kramer, Bills, Skelton & Wink, 2012
- Petrocephalus magnoculis Kramer, Bills, Skelton & Wink, 2012
- Petrocephalus mbossou Lavoué, Sullivan & Arnegard, 2010
- Petrocephalus microphthalmus Pellegrin, 1909
- Petrocephalus odzalaensis Lavoué, Sullivan & Arnegard, 2010
- Petrocephalus okavangensis Kramer, Bills, Skelton & Wink, 2012
- Petrocephalus pallidomaculatus Bigorne & Paugy, 1990
- Petrocephalus pellegrini Poll, 1941
- Petrocephalus petersi Kramer, Bills, Skelton & Wink, 2012
- Petrocephalus pulsivertens Lavoué, Sullivan & Arnegard, 2010
- Petrocephalus sauvagii (Boulenger, 1887)
- Petrocephalus schoutedeni Poll, 1954
- Petrocephalus similis Lavoué, 2011
- Petrocephalus simus Sauvage, 1879
- Petrocephalus soudanensis Bigorne & Paugy, 1990
- Petrocephalus squalostoma (Boulenger, 1915)
- Petrocephalus steindachneri Fowler, 1958
- Petrocephalus stuhlmanni Boulenger, 1909
- Petrocephalus sullivani Lavoué, Hopkins & Kamdem Toham, 2004
- Petrocephalus tanensis Whitehead & Greenwood, 1959
- Petrocephalus tenuicauda (Steindachner, 1894)
- Petrocephalus valentini Lavoué, Sullivan & Arnegard, 2010
- Petrocephalus wesselsi Kramer & van der Bank, 2000
- Petrocephalus zakoni Lavoué, Sullivan & Arnegard, 2010